# Naturschutzgebiet Müllstein

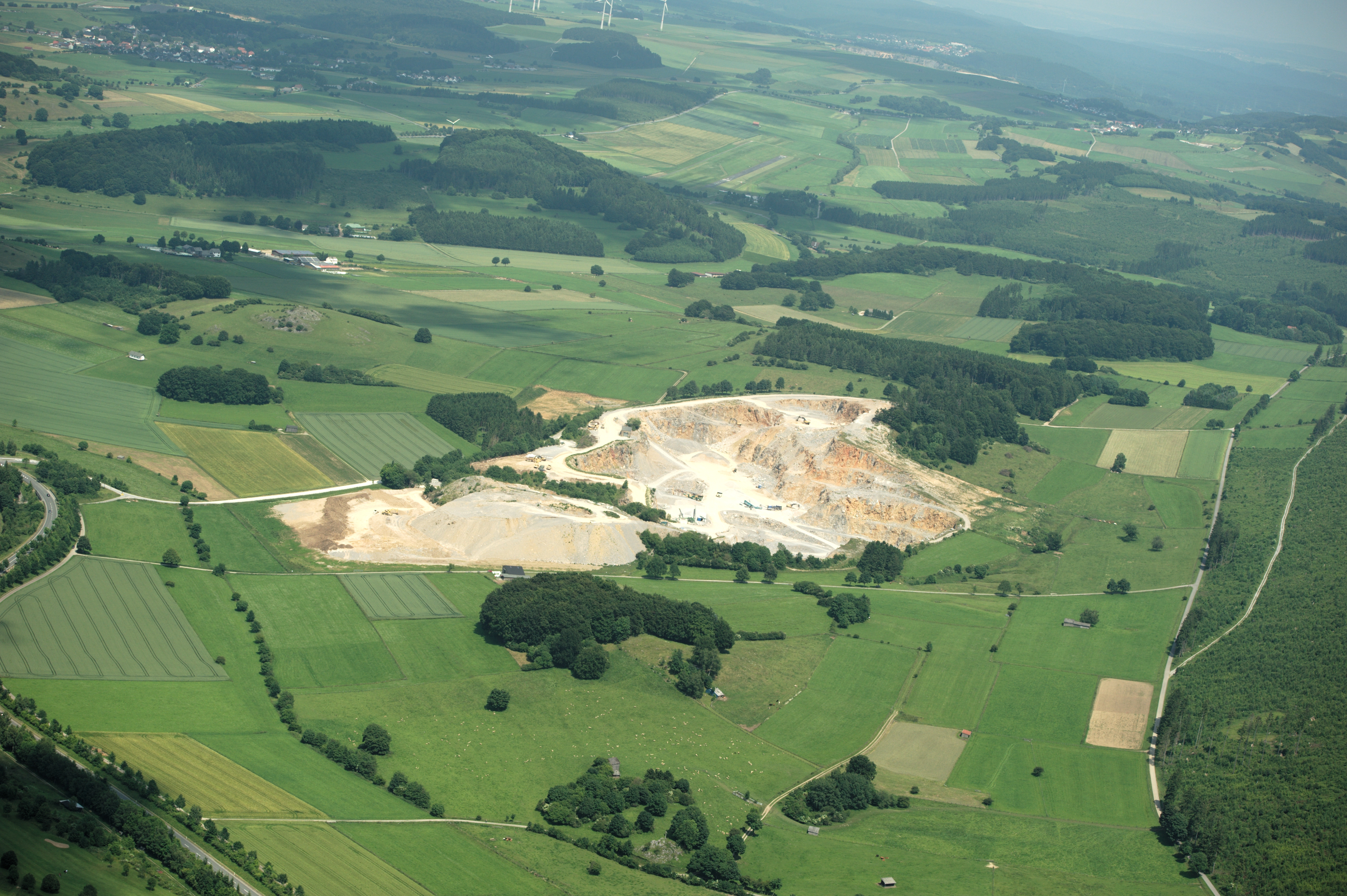
Naturschutzgebiet Müllstein hinter dem Steinbruch

Das Naturschutzgebiet Müllstein mit einer Größe von 5,81 ha liegt östlich von Brilon. Das Gebiet wurde 2008 mit dem Landschaftsplan Briloner Hochfläche durch den Hochsauerlandkreis als Naturschutzgebiet (NSG) ausgewiesen. Es ist eines von 31 Naturschutzgebieten in Brilon, welche zur Gruppe der Kalkkuppen mit speziellen Verboten gehören. Das NSG gehört zum FFH-Gebiet Kalkkuppen bei Brilon (DE 4617-303).

## Gebietsbeschreibung
Beim NSG handelt es sich um die Bergkuppe Müllstein. An der Kuppe treten Felsen offen zu Tage und erreichen eine Höhe von etwa acht Meter. Neben einem Rotbuchenwald befinden sich Grünlandbereiche im NSG. Zum Grünland gehören auch Magerrasen.
Das Landesamt für Natur, Umwelt und Verbraucherschutz Nordrhein-Westfalen dokumentierte im Schutzgebiet Pflanzenarten wie Acker-Hornkraut, Acker-Witwenblume, Braunstieliger Streifenfarn, Fuchssches Greiskraut, Efeu, Gewöhnliches Ferkelkraut, Kleiner Wiesenknopf, Magerwiesen-Margerite, Mauerlattich, Mauerraute, Mittlerer Wegerich, Nesselblättrige Glockenblume, Oregano, Purgier-Lein, Quirlblättrige Weißwurz, Rundblättrige Glockenblume, Wald-Habichtskraut, Waldmeister und Zerbrechlicher Blasenfarn.

## Schutzzweck
Wie bei allen Naturschutzgebieten in Deutschland wurde in der Schutzausweisung darauf hingewiesen, dass das Gebiet „wegen der Seltenheit, besonderen Eigenart und Schönheit des Gebietes“ zum Naturschutzgebiet wurde. Der Landschaftsplan führt zum Schutzzweck auf: „Erhaltung und Optimierung eines klippenreichen (auf Teilflächen potenziellen) Kalkbuchenwaldes und – im Nordteil – einer unterschiedlich dicht naturnah bestockten, felsigen Abbruchkante als Lebensraum und Trittsteinbiotop für tlw. seltene und gefährdete Tier- und Pflanzenarten sowie als wichtige Teilfläche im regionalen Verbund ähnlicher Biotopstrukturen; Schutz von latent durch benachbarte Abgrabungstätigkeit gefährdeten artenreichen Magerrasenrelikten und FFH-Gebietsflächen, denen gleichzeitig eine wichtige Funktion im Landschaftsbild zukommt; Sicherung der Kohärenz und Umsetzung des europäischen Schutzgebietssystems „Natura 2000“.“

## Verbote
Zu den normalen Verboten in Naturschutzgebieten kommen beim NSG Müllstein wie bei den anderen 30 Kalkkuppen zusätzliche Verbote hinzu. Es ist verboten, die Kalkkuppen zu düngen, zu walzen und zu schleppen. Es dürfen nicht mehr als zwei Großvieheinheiten pro Hektar gleichzeitig weiden. Ferner darf erst ab dem 1. Juli eines Jahres gemäht werden.